# Đuro Lončar
Đuro Lončar (Čonoplja, 22. travnja 1928. – Subotica, 15. lipnja 2013.) je bio bački hrvatski društveni, znanstveni i kulturni djelatnik i publicist. Amaterski je izučavao zavičajnu povijest Hrvata iz Bačke, osobito bunjevačkih Hrvata. Bio je predavač Ekonomskog fakulteta u Subotici.

## Životopis
Rodio se u Čonoplji 1928. u obitelji bunjevačkih Hrvata. U Čonoplji je pohađao osnovnu školu. U Somboru je završio Trgovačku akademiju. Još kao dijetom pokazao je zanimanje za kazalište, pa je u rodnoj Čonoplji bio član dramske sekcije Bunjevačke kasine. Poslije rata bio je član Hrvatskog kulturnog društva August Šenoa u Čonoplji sve do 1950. godine. Rad u društvu prekinuo je zbog studija. 
Na studij je otišao u Beograd, na Ekonomski fakultet u Beogradu, na kojem je diplomirao 1955., a magistrirao 1967. godine. 
Prvo radno mjesto bilo je poduzeće HI Zorka. Poslije Zorke radio je u subotičkoj Ekonomskoj školi kao profesor. Od 1961. godine asistentom je na Ekonomskom fakultetu, potom viši stručni suradnik te stručni savjetnik, a osim toga i razne dužnosti. Objavio je veći broj radova u stručnim časopisima. U ekonomskoj je znanosti je ostavio dubok trag.
Umirovljen je 1990. godine, prije 65 godine života i 45 godine staža. Od umirovljenja sastavljao je životopise, istraživao je povijest rodne Čonoplje. Podatke je potanko provjeravao: pretraživao je pismohrane, čitao stari tisak, prema potrebi nazivao je župnike, a radi dobivanja traženog podatka. Članke koje je napisao objavio je u bačkim časopisima: Subotička Danica, Miroljubu i Klasju naših ravni. 
Angažirao se u kulturnom, znanstvenom i društvenom polju hrvatske zajednice u Vojvodini. U HKC Bunjevačko kolo bio je član znanstveno-istraživačkog odjela, zatim u Hrvatskom akademskom društvu i Pučkoj kasini 1878. Surađivao je velikom leksikografskom projektu Hrvata iz Bačke, Leksikonu podunavskih Hrvata – Bunjevaca i Šokaca. Sudjelovao je na znanstveno-stručnim skupovima Danima Balinta Vujkova
Bio je velikim mecenom hrvatskih ustanova u Bačkoj. Iz svoje je arhive i osobne knjižnice darova dijelove Zavodu za kulturu vojvođanskih Hrvata te Katoličkom institutu za kulturu, povijest i duhovnost Ivan Antunović. Radilo se o periodičnim publikacijama koje su na hrvatskom jeziku izlazile od 1990. godine, te još još javno objavljenih dokumenata u svezi sa subotičkom likovnom i književnom pozornicom. 
Pomno je pratio tiskovine koje su izlazile u Subotici i Somboru. Osobito su ga zanimale zavičajne teme u svezi s bunjevačkim Hrvatima.
Potpisnikom je otvorenog pisma Otvorenog pisma predstavnika hrvatskih institucija vodstvu Srbije i Hrvatske glede uvođenja 'bunjevačkog govora' u škole u Vojvodini, od 25. srpnja 2007. godine.
Preminuo je u subotičkoj gradskoj bolnici. 
Pokopan je 17. lipnja 2013. u Čonoplji.

## Vanjske poveznice
- Funero.rs  Arhivirana inačica izvorne stranice od 9. ožujka 2016. (Wayback Machine)
- Klasje naših ravni br. 3-4/2004.  Arhivirana inačica izvorne stranice od 21. kolovoza 2007. (Wayback Machine) Članak Đure Lončara: Ilija Džinić, učitelj, pisac, kulturni djelatnik